# Ханибал (Мисури)
Град Ханибал се намира в окръг Мариън, щата Мисури, САЩ.
Населението му е 17 907 души през 2010 г. и 17 367 души през 2020 г.
Има 10 музея (сред които Къща музей „Марк Твен Бойхоод“), 2 библиотеки, също 8 училища (сред които „Mark Twain Elem“ и Ветеранско училище), 2 университета („Мисисипи Валей“ и „Mississippi Valley St Sch“).
1. ↑  data.census.gov //   Посетен на 1 януари 2022 г.